# آرامگاه ابوالحسن خرقانی

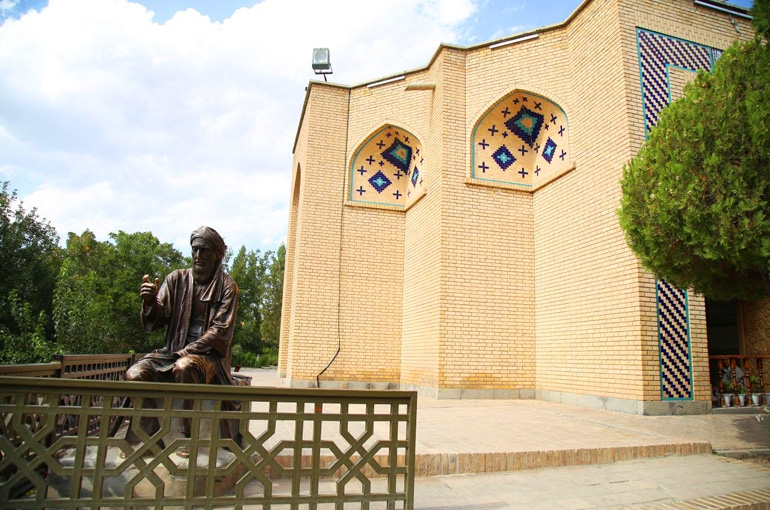
مجموعه تاریخی فرهنگی ابوالحسن خرقانی

آرامگاه ابوالحسن خرقانی منسوب به ابوالحسن خرقانی مربوط به سدهٔ ۵ ه‍.ق در ۲۴ کیلومتری شاهرود در تپه‌ای در شمال قلعه نو خرقان قرار دارد.
مجموعهٔ آرامگاه با توپوگرافی جالب به صورت باغ ایرانی است و نهر آبی از کنار آن روان است و در کنار آن مکانی برای استراحت گردشگران در نظر گرفته‌اند.
ساختمان آرامگاه از آجر ساده و لعابدار است. روی قبر خرقانی یک قطعه سنگ مرمر است که اشعاری بر آن حک شده‌است. در کنار این آرامگاه مسجدی بوده‌است که برابر نوشته برخی از مؤلفان دارای گنبدی مخروطی شکل و آراسته به کاشی‌های زیبا و نیز دو محراب بوده‌است. هم‌اکنون از مسجد و گنبد یاد شده فقط یکی از دو محراب آن باقی مانده‌است که بر خلاف مسجدهای دیگر این نواحی رو به باختر است. محراب مذکور دارای گچ‌بری‌های زیبا و استادانه است. در پیشانی محراب چنین نوشته شده که: قال النَبی عِلیهِ السَلام المُصلی یناجی رَبَّه
همچنین کتیبه بیرونی محراب شمال عبارات زیر می‌باشد:
«گفت علی شیخ قدس الله روحه، قبله پنج است. کعبه قبله مومنانست و بیت المعمور قبله فرشتگان است و عرش قبله دعاگویانست و حق قبله جوانمردان و دوستانست و…».
قسمت انتهایی کتیبه طی بازسازی‌های غیراصولی تخریب گردیده‌است که شامل عبارت زیر بوده‌است:
«و اما دل، قبله خاصان.»
چندی پیش از انقلاب اسلامی با نظر اداره کل باستان‌شناسی در اطراف محراب یادشده و بر پایه آن مسجدی بنا شده‌است که اکنون نیایشگاه زائران ابوالحسن خرقانی و مورد استفاده آن‌ها هنگام توقف در آن مکان است.

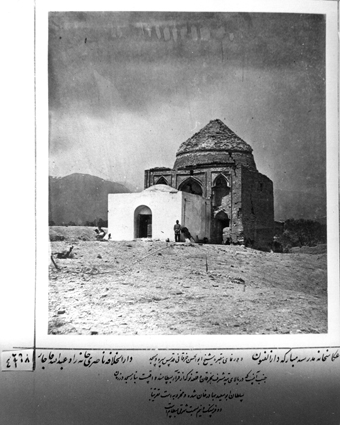

این اثر در تاریخ ۲۲ فروردین ۱۳۴۶ با شمارهٔ ثبت ۶۴۵ به‌عنوان یکی از آثار ملی ایران به ثبت رسیده‌است.

## نگارخانه

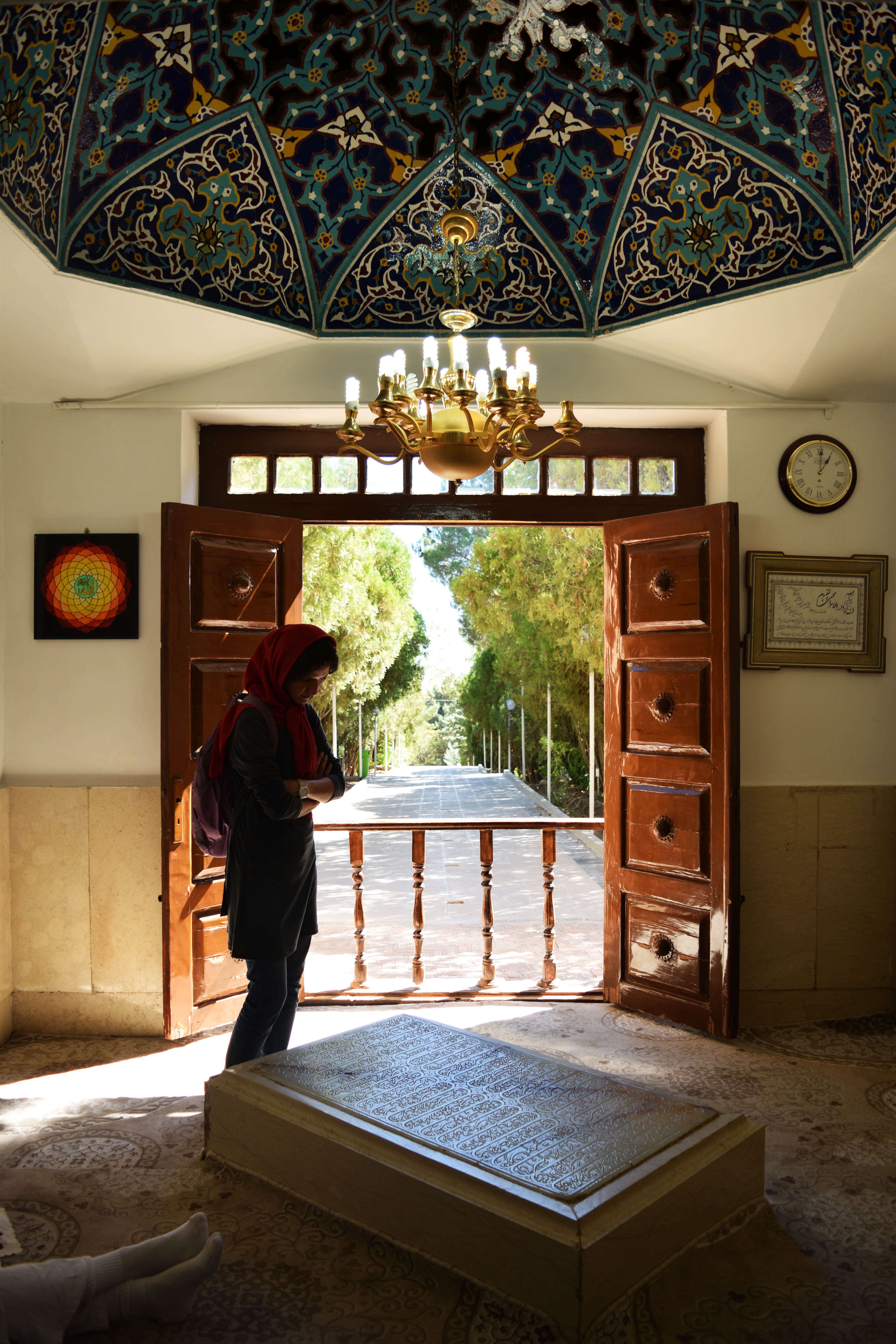
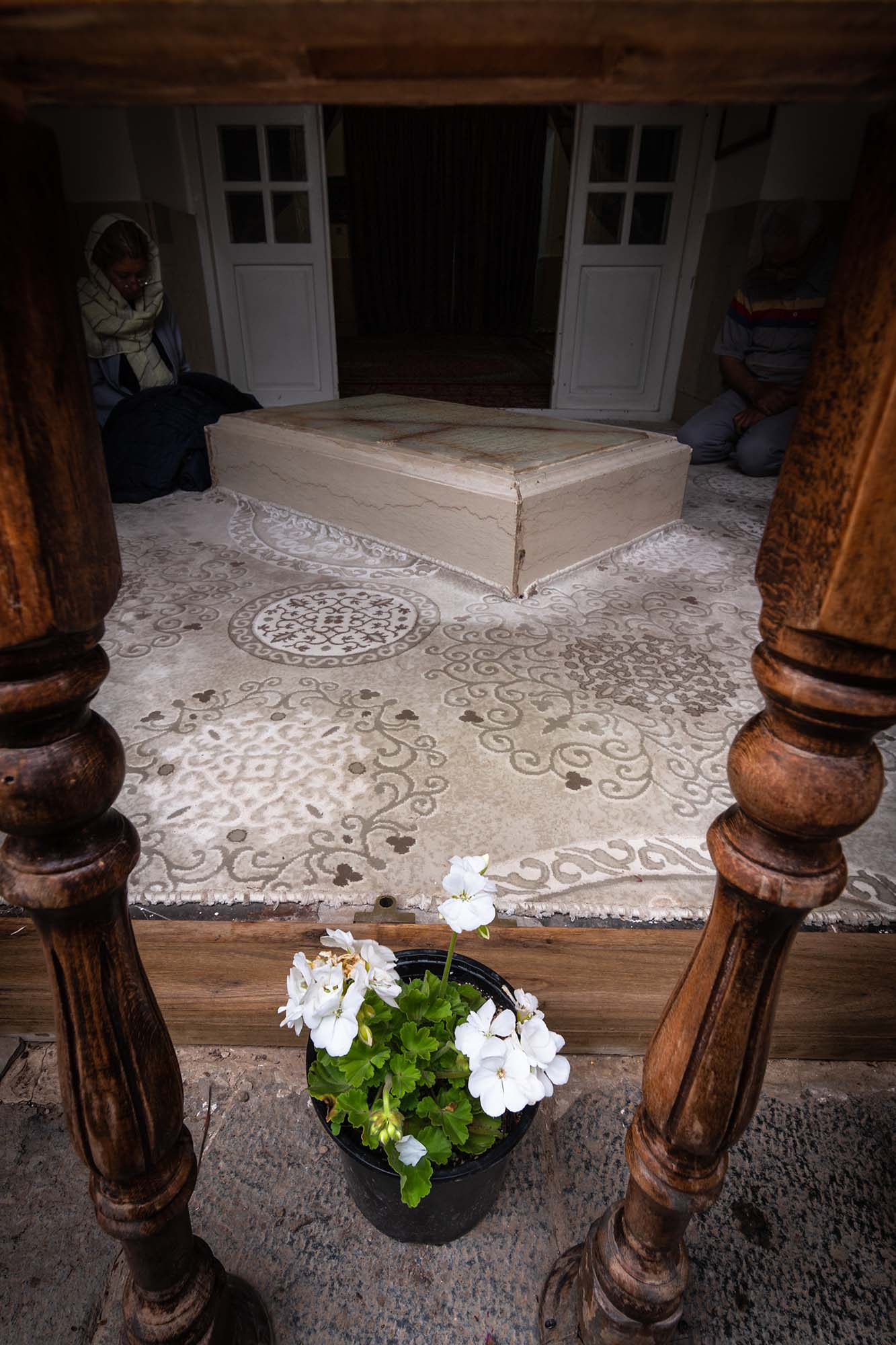
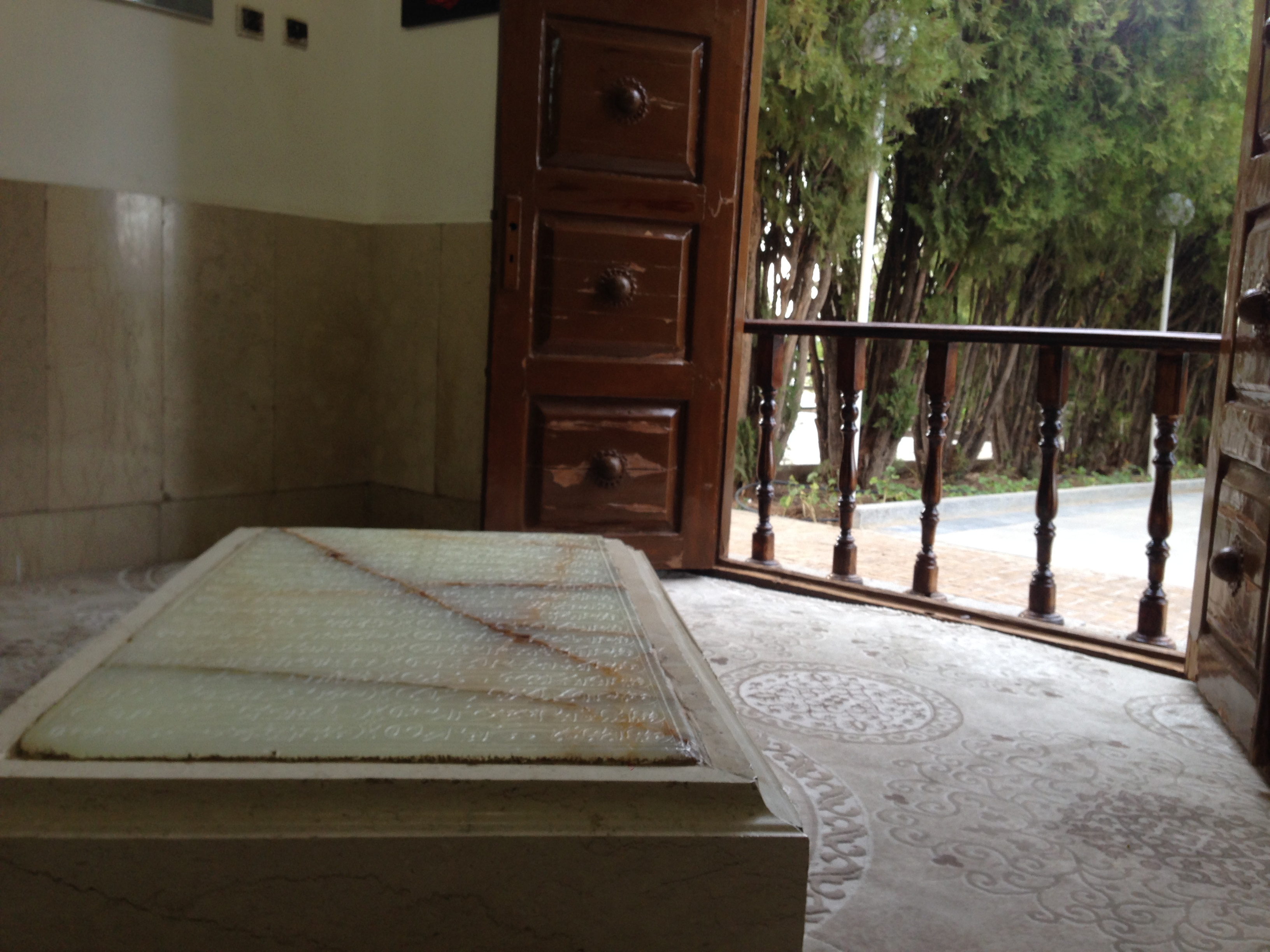
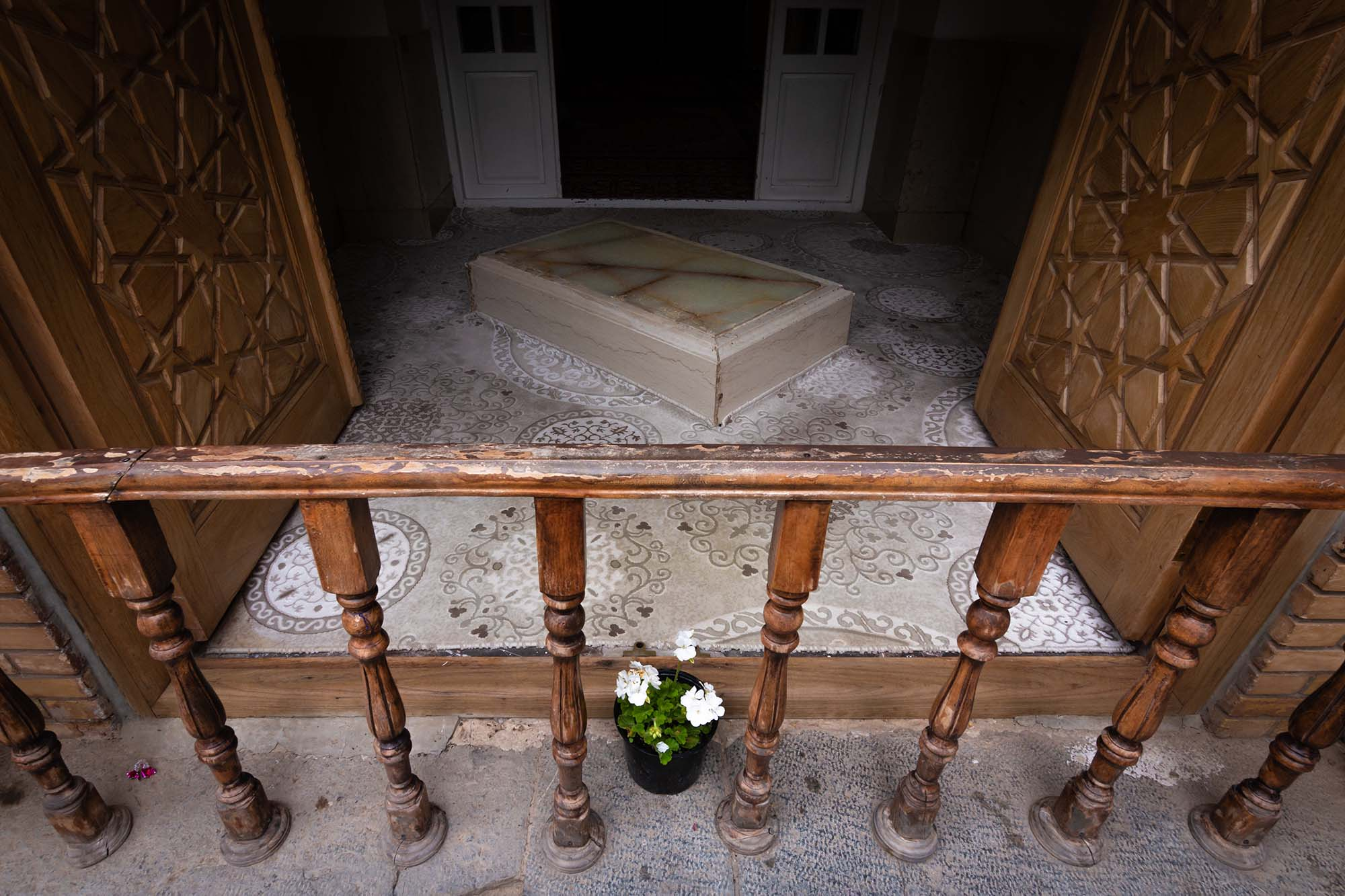
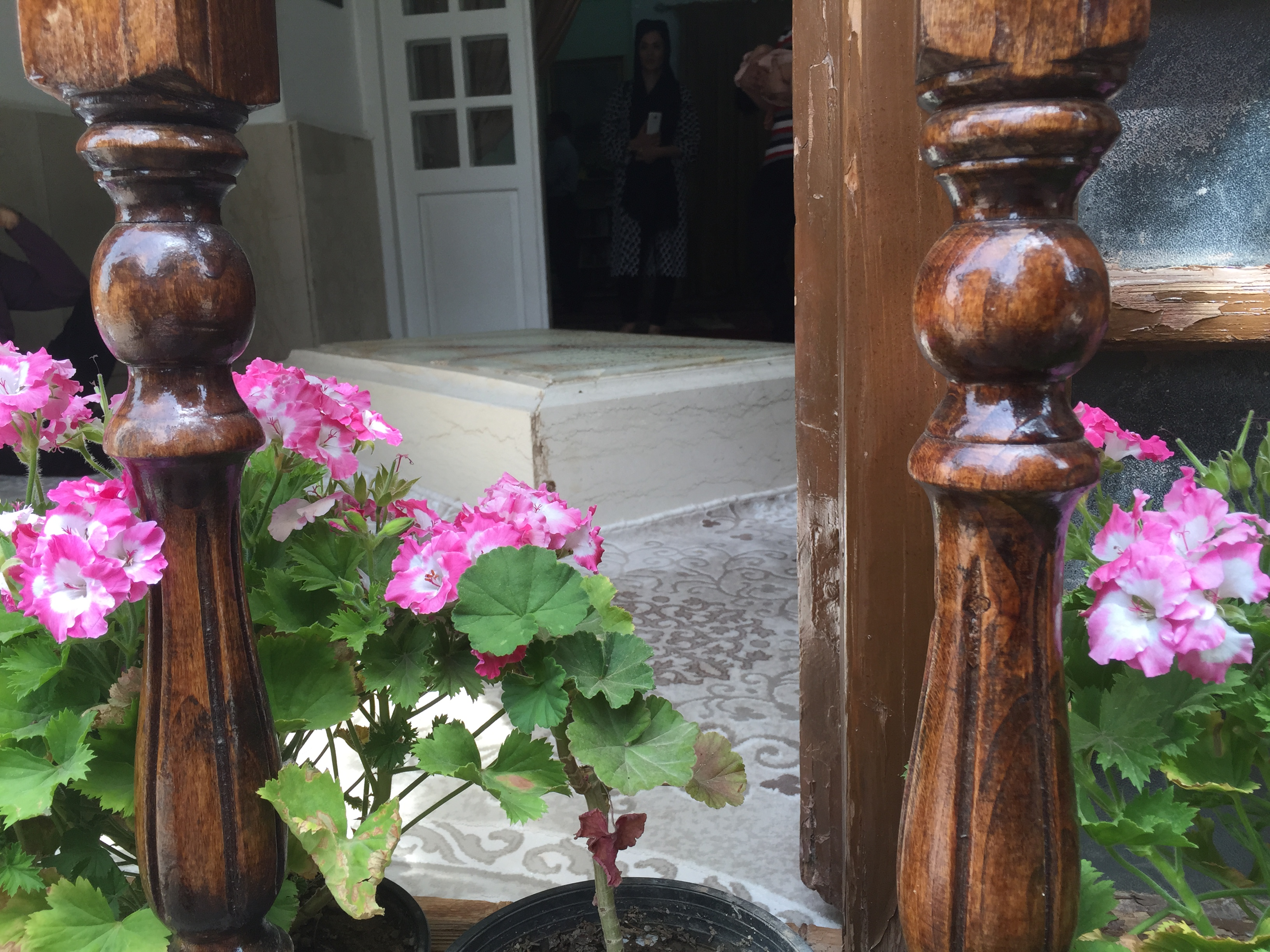
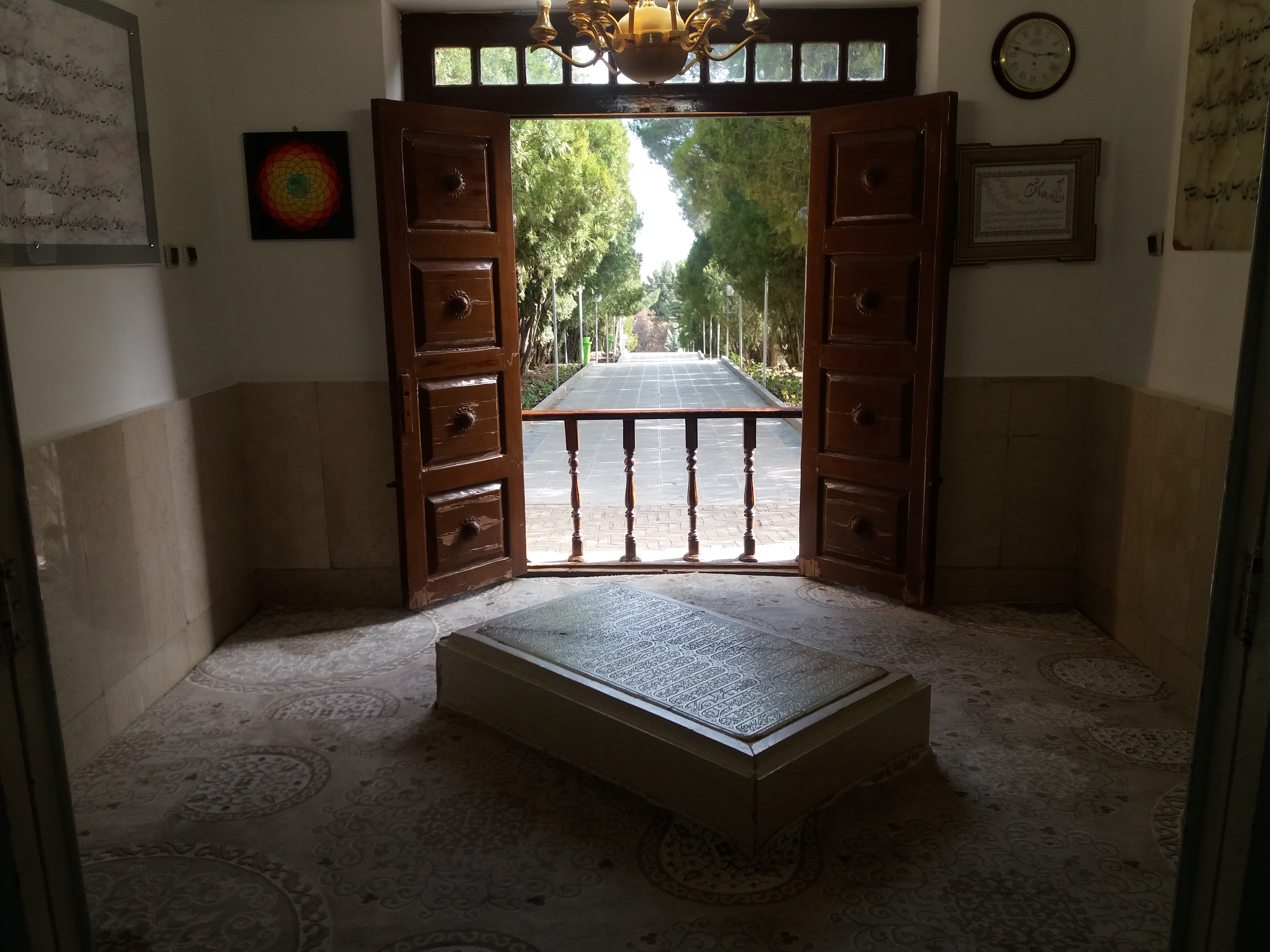
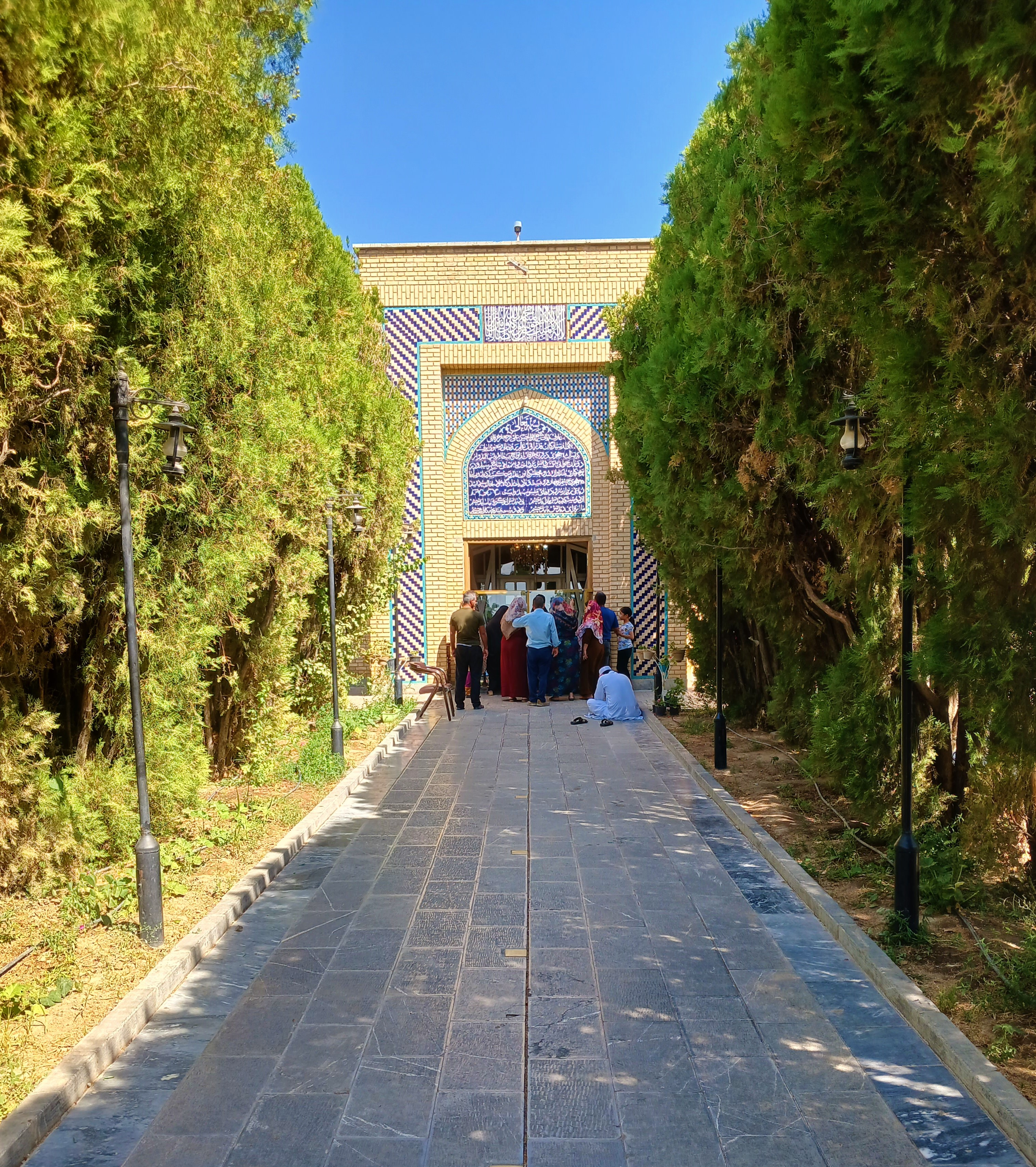
آن دوست که دیدنش بیاراید چشم، بی دیدنش از گریه نَیاساید چشم، ما را ز برای دیدنش باید چشم، وَر دوست نبیند، به چه کار آید چشم؟